# Шавково (Ленінградська область)
Шавково (рос. Шавково) — присілок у Сланцевському районі Ленінградської області Російської Федерації.
Населення становить 24 особи. Належить до муніципального утворення Новосельське сільське поселення.

## Історія
Згідно із законом від 1 вересня 2004 року № 47-оз належить до муніципального утворення Новосельське сільське поселення.

## Населення
| 2007 | 2010 |
| ---- | ---- |
| 27   | ↘24  |